# Окадзаки, Момоко
Момоко Окадзаки (яп. 岡崎 百々子 Okazaki Momoko, род. 3 марта 2003, Канагава) — японский идол, бывшая участница идол-группы Sakura Gakuin. С 1 апреля 2023 года она является третьей участницей группы Babymetal, выступая под псевдонимом Momometal. Бывшая работница агентства по поиску талантов Amuse. Она вторая дочь телеведущего Хакаты Канамару.

## Биография
Родилась в префектуре Фукуока, в возрасте трёх лет переехала вместе с семьёй в префектуру Канагава, в связи с переводом её отца на работу в Токио.
6 мая 2015 года, Момоко присоединилась к Sakura Gakuin, идол-группе, управляемой агентством талантов Amuse, Inc, во время «Sakura Gakuin 2015 — Transfer Ceremony», состоявшейся в Ebisu The Garden Hall. В Sakura Gakuin она стала членом Кулинарного клуба (группа Mini-Pati) и Научного клуба (группа «Logica?»). Наряду с работой в Sakura Gakuin, она является постоянной моделью для LOVE berry. Она также является актрисой и исполнила роль Элизабет Мидфорд в мюзикле «Чёрный дворецкий — Танго на Кампанье» с декабря 2017 по февраль 2018 года.
Момоко выпустилась из Sakura Gakuin в 2018 году и участвовала в живом выступлении на «The Road to Graduation 2017 Final — Sakura Gakuin 2017 Graduation», состоявшимся в Nakano Sunplaza 24 марта 2018 года. В конце того же месяца её контракт с Amuse был расторгнут. После этого она планирует учиться за границей.
Она выступала как один из трёх дополнительных танцоров Babymetal (вместо ушедшей из группы Юи Мидзуно) во время мирового тура «BABYMETAL 2019 METAL GALAXY WORLD TOUR», который начался в июне 2019 года. Первое выступление Момоко в рамках тура состоялось на тайваньском музыкальном фестивале «SUPER SLIPPA 10» 4 августа 2019 года. Видеозапись живого исполнения песни «DA DA DANCE» была использована в музыкальном клипе на эту песню.
Момоко участвовала в Girls Planet 999, южнокорейском реалити шоу, которое транслируется на Mnet с августа 2021 года.
1 апреля 2023 года, во время выступления Babymetal на Pia Arena MM в Канагаве, Окадзаки была официально объявлена новым участником «возрождённого Babymetal», приняв имя Momometal.

## Деятельность

### Телевидение
- Chichi-chichi-na mune no tokimeki (2016, TOKYO MX, и др.) — «12 лет. Сторонники».
- Саки: История Ачиги, эпизод 3 (17 декабря 2017, MBS TV и др.) — в роли Курумаи Момока[16].
- BABYMETAL — в качестве танцора.
  - NHK WORLD — JAPAN, SONGS OF TOKYO Festival 2020 (24 октября 2020 NHK World JAPAN, 3 января 2021 NHK General, 6 января 2021 (первая трансляция) NHK BS4K/2021, 22 января 2010 года NHK BS Premium[17].
  - MTV VMAJ 2020 THE LIVE (29 ноября 2020 года, MTV Japan / Hulu).
  - CDTV LIVE! Рождественский специальный выпуск (21 декабря 2020, TBS).
  - Музыкальная станция Ultra SUPER LIVE 2020 (25 декабря 2020, TV Asahi).
  - 71 NHK Kohaku Utagassen (31 декабря 2020, NHK General, NHK World Premium, NHK BS4K, NHK BS8K).
  - 10 BABYMETAL BUDOKAN 〜Introduction〜 (30 мая 2021, WOWOW)[18].
  - 10 BABYMETAL BUDOKAN ～LEGEND～ (26 июня 2021,WOWOW)[18].
  - 10 BABYMETAL BUDOKAN ～MYTH～ (25 июля 2021, WOWOW)[18].
- Girls Planet 999 (6 августа 2021, Mnet)[14].

### Фильмы
- Озорной поцелуй, часть 1: Старшая школа (25 ноября 2016, Гага Плюс) — в роли Рики Ириэ.
- Саки: История Ачиги, эпизод сайд-А (20 января 2018, T-Joy) — в роли Момоки Курумаи[10].
- Heavier Trip[англ.][19] (2024) — играет себя (в составе группы Babymetal) (камео)

### Театр
- Мюзикл «Чёрный дворецкий — Танго на Кампанье» (декабрь 2017 — февраль 2018, TBS Akasaka ACT Theatre) — в роли Элизабет Мидфорд.

### Живые выступления

#### BABYMETAL
- BABYMETAL — «METAL GALAXY WORLD TOUR» (4 августа 2019 — 1 марта 2020)
  - SUPER SLIPPA 10 (4 августа, выставочный зал Nangang,  Китайская Республика)
  - US TOUR 2019 (8 сентября — 13 октября, 9 концертов (за исключением LIVE AT THE FORUM),  США).
    - LIVE AT THE FORUM (11 октября, Форум,  США).

  - JAPAN TOUR 2019 (16 и 17 ноября, Saitama Super Arena,  Япония).
    - APOCRYPHA — ANOTHER GALAXY (16 и 17 декабря, Zepp Diver City Tokyo,  Япония).
    - COUNTDOWN JAPAN 19/20 (28 декабря 2019 года, Международный выставочный зал Makuhari Messe,  Япония)
    - EXTRA SHOW LEGEND — METAL GALAXY(25 и 26 января 2020 года, Международный выставочный зал Makuhari Messe,  Япония).

  - EU/UK TOUR (14 февраля — 1 марта 2020 года,  Германия,  Бельгия,  Нидерланды,  Великобритания,  Финляндия,  Россия) — 10 публичных выступлений по всей Европе.
- BABYMETAL — STAY METAL STAY ROCK-MAY-KAN (12 декабря 2020, Meguro Rokumeikan,  Япония).
- BABYMETAL — 10 BABYMETAL BUDOKAN (19 января — 15 апреля 2021, Nippon Budokan,  Япония) — 10 выступлений.
- BABYMETAL RETURNS — THE OTHER ONE (28 и 29 Февраля 2023, Makuhari Messe,   Япония) — 2 выступления.
- Babymetal World Tour 2023-2024 Legend-MM (2 и 3 марта 2024, Yokohama Arena) — 2 выступления.

### Форум
- TAMAGOTCHI 4U (2015, Bandai).

### Музыкальные видео
- Телевизионная программа しまじろうのわお！グーチョキパーで　パンプキン на YouTube(2017) — вокал и танцы.
- BABYMETAL - DA DA DANCE (feat. Tak Matsumoto)  на YouTube (2019) — в качестве дополнительного танцора.
- BABYMETAL - Light and Darkness на YouTube (2023) — в составе Babymetal.
- BABYMETAL - Mirror Mirror на YouTube (2023) — в составе Babymetal.
- BABYMETAL - METALIZM на YouTube (2023) — в составе Babymetal.
- BABYMETAL - THE ONE - Unfinished ver. / THE FIRST TAKE на YouTube (2023) — в составе Babymetal.
- BABYMETAL - メタり！！ (feat. Tom Morello) на YouTube (2023) — в составе Babymetal.
- BABYMETAL x @ElectricCallboy - RATATATA на YouTube (2024) — в составе Babymetal.
- F.HERO x BODYSLAM x BABYMETAL - LEAVE IT ALL BEHIND на YouTube (2024) — в составе Babymetal.

### Журналы
- LOVE berry (январь 2016 — н. в., Tokuma Shoten) — модель.

### События
- ULTRA TEENS FES Chojuyo 2016@TOKYO (29 марта 2016 года, Makuhari Messe) — в качестве модели LOVE berry.
- Tokyo Toy Show 2016 (12 июня 2016 года, Токийский международный выставочный центр)[20].
- Chao Summer Festival 2016 (20-21 августа 2016, Pacifico Yokohama)
- JACK-O-LAND (29/30 октября 2016 года, Yokohama Арена).
- JACK-O-LAND (21-22 октября 2017 года, Yokohama Арена).

## Комментарии
1. ↑  Остальные два танцора — бывшие участницы Morning Musume: Рихо Саяси и Кано Фудзихира из «Sakura Gakuin».
2. ↑  При этом вместо живого звука использовалась студийная запись.

## Внешние ссылки
Профиль на сайте KProfiles